# ジョセフ・ピアマン
ジョセフ・ピアマン（Joseph Bernard Pearman、1892年5月8日 - 1961年5月30日）は、アメリカ合衆国の陸上競技選手である。彼は1920年のアントワープオリンピックに参加して、10キロメートル競歩で銀メダルを獲得した。

## 経歴
ピアマンはアントワープオリンピックで3キロメートル競歩と10キロメートル競歩の両方に出場した。3キロメートル競歩では予選の段階で失格したが、10キロメートル競歩では予選1組でイタリア代表のウーゴ・フリジェリオに続いて47分30秒0 の記録で2位となり、決勝でもフリジェリオに続いて49分40秒2の記録で2位でゴールして銀メダルを獲得した 。
なお、ピアマンはAAUの屋外競技で2回、室内選手権で1回優勝している。彼は後にニューヨークアスレチッククラブの会報『The Winged Foot』の編集者を務めた。